# Mission Afrika
Mission Afrika är en luthersk missionsorganisation, med nära band till den Danska folkkyrkan.
Organisationen bildades 1911 som Dansk Forenet Sudanmission, den danska avdelningen av Sudan United Mission.
1913 påbörjade Niels Høegh Brønnum läkarmission i östra Nigeria. Arbetet bar frukt och Lutheran Church of Christ in Nigeria växte fram.
Från 1970-talet och framåt har man utvidgat sin verksamhet till andra afrikanska länder som Sierra Leone, Centralafrikanska republiken, Kamerun och Mali.